# Dolmen de s'Aigua Dolça
El dolmen de s'Aigua Dolça està situat a sa Colònia de Sant Pere d'Artà, a la costa de Betlem, a uns 30 metres de la mar, prop de sa Banyera dels Ermitans. Juntament amb el de Son Bauló, és l'únic monument d'aquest tipus conegut a Mallorca, i el que millor ha conservat les restes d'enterraments megalítics de l'illa. Fonamentals per a conèixer les tradicions funeràries de l'època.
Descobert el 1995, el jaciment fou excavat l'any següent per un equip de la Universitat de les Illes Balears dirigit per Jaume Coll, Víctor Guerrero i Manel Calvo.
La cambra funerària (3,60 m x 2,90 m) és formada per lloses verticals i coberta per un túmul delimitat per un cercle de lloses de 6,75 m de diàmetre. Un corredor d'1,65 m de longitud dona accés a la cambra, a l'interior de la qual es trobaren les restes de vuit individus i les ofrenes funeràries. També es va trobar molta ceràmica, puntes de fletxa, polseres, collarets, etc. Les datacions amb radiocarboni situen l'ús del monument entre el 1750 aC i el 1600 aC.